# Bulgarien i Eurovision Song Contest 2012
Bulgarien deltog i Eurovision Song Contest 2012 i Baku i Azerbajdzjan.

## Uttagning
Mellan den 25 augusti 2011 och den 11 november 2011 kunde bidrag skickas in till TV-bolaget. Av dessa valdes 22 ut till semifinalen den 14 januari 2012. 12 av semifinalisterna tog sig vidare till finalen efter en omröstning som bestod av 50% jury och 50% telefonröster. I finalen den 29 februari 2012 tävlade de 12 bidragen mot varandra och efter att 50% jury och 50% telefonröster använts för att ge poäng till bidragen stod det klart att Sofi Marinova hade vunnit tävlingen med sin låt "Love Unlimited". Hon fick 12 poäng från telefonröstningen, det högsta möjliga, medan hon fick 8 poäng från juryn, det tredje högsta möjliga. Gruppen New 5 som hade framfört låten "Chance For Better Life" hade även de fått 20 poäng genom 12 från juryn och 8 från telefonröstningen. Marinova vann dock tävlingen då telefonröster räknades i första hand vid oavgjort resultat. New 5 kom därmed på andra plats. På tredje plats med 15 poäng kom Dess med låten "Love is Alive".

## Vid Eurovision
Bulgarien deltog i den andra semifinalen den 24 maj. Där hade de startnummer 8. De lyckades dock inte ta sig vidare till finalen.